# シナワニトカゲ
シナワニトカゲ（支那鰐蜥蜴、Shinisaurus crocodilurus）は、爬虫綱有鱗目ワニトカゲ科ワニトカゲ属に分類されるトカゲ。本種のみでワニトカゲ科ワニトカゲ属を構成する。

## 分布
中華人民共和国（広東省、広西チワン族自治区）、ベトナム北部。湖南省では絶滅したと考えられている。
2003年に初めてベトナム北部での分布が報告された。

## 形態
全長40 - 46センチメートル。尾は側扁し、泳ぐのに適している。体色は褐色で、赤や黄色の斑紋が入る個体もいる。
出産直後の幼体は全長10 - 13センチメートル。

## 分類
1928 - 1929年に中山大学による大瑶山の調査によって発見され、ベルリンの動物学博物館に送られ新科新属新種として記載された。メキシコトカゲ科に近縁とする説もあり、メキシコトカゲ科に含めワニトカゲ亜科を構成する説もあった。

## 生態
標高760メートル以下にある河川の上流域に生息する。昼行性で、水辺の岩や水面に張り出した樹上などで日光浴を行うことを好む。邪魔が入らなければ数時間眠っているとされる。そのため生息地では「大睡蛇」と呼称されることもある。危険を感じると水中へ飛びこんで逃げこみ、地方名として「落水狗」がある。冬季になると冬眠する。
昆虫、ミミズ、魚類、カエルやその幼生などを食べる。
繁殖様式は胎生。妊娠期間は約9か月。1回に3 - 8頭の幼体を産む。オスは生後3年半、メスは生後4年で性成熟する。

## 人間との関係
生息地の羅香およびその周辺では噛みつくと雷が鳴るまで離さないと信じられ、「雷公蛇」と呼称されているという報告例もある。
ダム建設や鉱山採掘などの生息地の破壊、毒物や電気を用いた漁法による巻き添え、違法なペット用の採集により生息数は減少している。1990年にワシントン条約附属書IIに、2017年にワシントン条約附属書Iに掲載されている。
ペットとして飼育されることもあり、日本にも輸入されていた。過去にはヨーロッパから飼育下繁殖されたという個体が流通した例もある。飼育下での繁殖例（妊娠中の個体が流通し飼育中に出産する例も含めて）は少なくないが、幼体の育成が難く飼育下繁殖個体が流通することはまれ。大きな水場を設置したテラリウムかアクアテラリウムで飼育される。協調性に欠けるため、基本的に単独で飼育する。
- 中国国家一級重点保護野生動物